# Elke Wendt-Kummer
Elke Wendt-Kummer (* 2. Februar 1941 in Rathenow) ist eine Drehbuchautorin, Regisseurin und Übersetzerin. Sie drehte Dokumentarfilme, Fernsehfeatures und übersetzte Bühnenstücke.

## Leben
Wendt-Kummer erwarb ihre Filmausbildung neben ihrem Studium der Publizistik, Theaterwissenschaft und Romanistik an der Freien Universität Berlin (1960–1967), in der Deutschen Kinemathek, wo sie die ersten Bände des Deutschen Stummfilmkatalogs herausgab, sowie anhand von Filmeinführungen in Filmkunstkinos und Filmkritiken im Spandauer Volksblatt und der Zeitschrift Film. Von 1967 bis 70 lernte sie als Regieassistentin in der Münchner Filmproduktion Strobel-Tichawsky das Handwerk des Recherchierens, Exposé-, Treatment- und Drehbuch-Schreibens.
1970 begann Elke Wendt-Kummer ihre Karriere mit dem ersten Fernsehfeature (45’) für Radio Bremen und der aktuellen Fernseh-Kulturberichterstattung für WDR Köln und NDR Hamburg. Von 1970 bis 1974 arbeitete sie als Redakteurin im Norddeutschen Rundfunk Hamburg, wo sie die deutsche Konzeption der amerikanischen Vorschulserie Sesame Street entwickelte. Sie war Redakteurin für die neu zu drehenden, auf Deutschland bezogenen Teile und übernahm Buch und Regie diverser Realfilmspots für die Serie. Außerdem entwickelte sie eine Begleitserie zur Sesamstraße und drehte den Pilotfilm.
Ab 1974 war sie Drehbuchautorin für das Kinderprogramm des Senders Freies Berlin, die ZDF-Frauenserie Den lieben langen Tag sowie für den Kinospielfilm Starthilfen. Sie war Co-Autorin von sechs Folgen der ZDF-Spielfilmserie Von einem der auszog.
Seit 1977 arbeitet sie als freie Filmemacherin für den NDR Hamburg, Radio Bremen, WDR, ZDF und das Münchener Institut für Film und Bild in Wissenschaft und Unterricht (FWU). Ihr Schwerpunkt liegt auf Dokumentar- und Spielfilmen zu psychosozialen Themen. Sie schrieb und führte Regie bei zahlreichen Dokumentarfilmen als „feste Freie“ der ZDF-Reihen: Kinder-Kinder, Kontakte, Kontext und 37°. Zudem betreute sie redaktionell die ZDF-Talkshow Atelier 4 – Kultur im Gespräch und die ZDF-Reihe Zeugen des Jahrhunderts, bei der sie u. a. Interviews mit Gottfried Reinhardt, Hanne Hiob, und Hans Abich führte sowie Regie bei den Sendungen übernahm. Sie schrieb und führte außerdem Regie bei Semi-Dokumentarfilmen mit Schauspielern für die Literaturredaktion des Bayerischen Rundfunks (BR).
Zusätzlich war sie als Übersetzerin von Bühnenstücken tätig, unter anderem für die Pirandello-Werkausgabe.

## Filme (Auswahl)
- „Der Wolfsjunge (Francois Truffaut)“, Buch+Regie, Feature, WDR, 30'
- „Sieger brauchen keine Argumente“, Buch+Regie, Dokumentation ZDF, 45'
- „Lebenskunst“, Buch+Regie, Dokumentation ZDF, 45'
- „Die neue Medienwelt der Kinder“, Buch+Regie, Dokumentation, ZDF, 45’
- „Was heißt hier kriminell?“, Buch+Regie, Dokumentation ZDF, 45'
- „Der alltägliche Kleinkrieg“, Buch+Regie, Dokumentation ZDF, 45’
- „Das kommt in den besten Familien vor“, Buch+Regie, Spiel, Serie ZDF, 4 Folgen à 45':
- „Der Sündenbock“, „Kleine Tyrannen“, „Gespenster“, „Falsche Rücksichten“.
- „Die innere Mauer“, Buch+Regie Dokumentation, Serie ZDF, 2 Folgen à 45'
- „Hiebe statt Liebe“, Buch+Regie, Dokumentation, ZDF, 45'
- „Muss Liebe denn romantisch sein?“, Buch+Regie, Dokumentation, ZDF, 45'
- „Monopoly um Elbflorenz“, Buch+Regie, Feature, WDR, 45'
- „Auf Brautschau in St. Petersburg“, Buch+Regie, Dokumentation, ZDF, 45'
- „Abenteuer Familie“, Buch+Regie, Feature, ZDF, 30'
- „Ganz andere Umstände“, Buch+Regie, Dokumentation, ZDF, 45'
- „Heinrich Heine – Ironie und Widerspruch“, Buch+Regie, Doku-Spiel, BR, 45'
- „Fanny Lewald – Die andere Frau“, Buch+Regie, Spiel, BR, 45'

(Quelle:)